# José Luciano Campuzano y Herrera
José Luciano Campuzano y Herrera (Los Corrales de Buelna, Cantabria, España  4 de enero de 1801 - ? 19 de noviembre de 1885) fue un militar español, capitán general de Valencia y senador vitalicio durante el reinado de Isabel II de España

## Biografía
Campuzano y Herrera ingresó como cadete en la Academia de Ingenieros de Hoyo de Manzanares   en 1817. En enero de 1823 se enfrentó a las tropas absolutistas de Jean Baptiste Bessières. Ascendido a subteniente, formó parte de la partida de Rafael del Riego hasta que fue hecho prisionero y separado del servicio hasta 1829. En 1831 fue ascendido a teniente y participó en la primera guerra carlista, combatiendo en Galdácano, Maeztu (1835) y en el asedio de Bilbao (1836), razón por la cual fue condecorado con la Cruz Laureada de San Fernando y ascendido a coronel. De 1838 a 1844 pasó a formar parte del Estado Mayor, con el que fue destinado a Cataluña en 1839. En 1840 fue presidente de una comisión militar para proyectar nuevas comunicaciones como la telegrafía óptica en Valencia.
En 1843 fue ascendido a brigadier y destinado a Zaragoza, donde fue ascendido a mariscal de campo. Después fue nombrado gobernador militar de Cádiz, capitán general de Valencia (1847-1848) y director general de Artillería. Nombrado senador vitalicio en 1853, en 1856 fue nombrado capitán general de Puerto Rico, pero renunció al cargo por motivos de salud. En 1879 pasó a la reserva.